# .tr
.trはトルコの国別コードトップレベルドメイン。中東工科大学コンピューター研究所に管理されている。.nc.trは第二レベルドメインとして使用され、北キプロス共和国に使われている。北キプロス共和国は独自のコードを持っていない。

## 第二レベル
その他の第二レベルドメインには以下のようなものがある。
- com.tr
- gen.tr
- org.tr
- biz.tr
- info.tr
- av.tr
- dr.tr
- pol.tr
- bel.tr
- mil.tr
- bbs.tr
- k12.tr
- edu.tr
- name.tr
- net.tr
- gov.tr
- web.tr
- tel.tr
- tv.tr